# Sapronowo (obwód amurski)
Sapronowo (ros. Сапроново) – wieś w Rosji, w obwodzie amurskim, w rejonie mazanowskim. W 2010 liczyła 651 mieszkańców.